# Viktor Šerbu
Viktor Šerbu (Dubrovnik, 15. rujna 1938.), hrvatski slikar.

## Životopis
Već od rana zapažen je njegov dar za crtanje. Tijekom školovanja u dubrovačkoj gimnaziji, počinje njegovo razmišljanje o slikarstvu kao svojoj budućoj profesiji. Naročito voli prirodu i pejzaže. Ljetne praznike redovito od djetinjstva provodi na Korčuli, u mjestu Smokvica, odakle potječu njegovi korijeni po majci. Već kao šesnestogodišnjak počinje se vračati s Korčule s mapom punom skica i crteža, napravljenih tijekom ljeta. Kao osamnaestogodišnjak dolazi u kontakt s prof. Kostom Strajnićem, nezaobilaznim Spiritus Movens-om dubrovačkog modernog slikarstva sredinom stoljeća. 
Intenzivno se priprema za prijem na zagrebačku Akademiju likovnih umjetnosti, te uspijeva upisati smjer slikarstvo 1958. godine. Profesori su mu bili: V. Filakovac, K. Hegedušić, A. Mihičić, M. Peić, V. Parać, O. Postužnik, M. Detoni. Najduže je ostao kod prof. Postružnika.
Nakon diplomiranja 1963. (tada je akademija imala 10 semestara) vraća se nakratko u Dubrovnik. No želja da upozna djela svjetskog slikarstva nagnala ga je u svijet, gdje boravi 4 godine, upoznavši djela europskog slikarstva, najviše u muzejima Londona i Pariza. 
U Dubrovnik se vraća 1969. godine, gdje nekoliko godina radi kao nastavnik likovnog odgoja, a potom kao profesionalni slikar. Izlaže povremeno samostalno i skupno u Dubrovniku, Splitu i Zagrebu, te drugim mjestima u Hrvatskoj i inozemstvu. I dalje živi i radi u Dubrovniku.
U kolovozu 2007. godine sudjeluje u projektu "Dubrovački likovni umjetnici" tijekom kojega je o njegovu životu i stvaralaštvu snimljen dokumentarni film. Autori su Marin Ivanović i Nikša Spremić.
Godine 2012. izlazi monografija povjesničara umjetnosti Marina Ivanovića "Viktor Šerbu: fovistički lirik dubrovačkog kolorizma". Monografija Šerbuov stvaralački opus stavlja u odnos s ostalim likovnim pojavama u Dubrovniku, a spominje i druge umjetnike, Šerbuove suvremenike.

## Vanjske poveznice
Službene stranice